# Protein S
Protein S je vitamin K ovisni plazmatski glikoprotein koji nastaje u stanicama endotela. U krvotoku postoje dva oblika proteina S: slobodni i u kompleksu povezan s proteinom C4b sustava komplementa. Kod ljudi protein S je kodiran genom PROS1.
Najpoznatiji uloga proteina S je u antikoagulaciji gdje samo njegov slobodni oblik služi kao kofaktor aktiviranom proteinu C u njegovoj razgradnji (inaktivaciji) Faktora Va i VIIIa sustava zgršavanja krvi. Protein S može i vezati negativno nabijene fosfolipide, koji se nalaze na stanicama u procesu apoptoze, tako povezuje fagocite s "umirućim" stanicama i olakšava fagocitozu. 
Deficijencija protein S je rijetka bolest uzrokovana mutacijom gena PROS1 koja povećava rizik tromboze.